# میشل دی گرگوریو
میشل دی گرگوریو (انگلیسی: Michele Di Gregorio؛ زادهٔ ۲۷ ژوئیهٔ ۱۹۹۷) (8بمهن 1375)بازیکن فوتبال اهل ایتالیا است که برای باشگاه یوونتوس بازی می‌کند. او برنده جایزه بهترین دروازبان فصل ۲۰۲۳/۲۰۲۴ سری آ شد.
وی همچنین در تیم ملی فوتبال زیر ۱۷ سال ایتالیا بازی کرده‌است.